# Logan Pause
Logan Pause (Hillsborough, 22 agosto 1981) è un ex calciatore statunitense, di ruolo difensore.

## Palmarès

### Club

#### Competizioni nazionali
- Lamar Hunt U.S. Open Cup: 2

Chicago Fire: 2003, 2006
- MLS Supporters' Shield: 1

Chicago Fire: 2003